# Fußball-Weltmeisterschaft 1990/Brasilien
Dieser Artikel behandelt die brasilianische Fußballnationalmannschaft bei der Fußball-Weltmeisterschaft 1990.

## Qualifikation
| Venezuela | - | Brasilien | 0:4 | - | Tor(e): Branco (5.), Romário (65.), Bebeto (79., 81.)                   |   |
| Chile     | - | Brasilien | 1:1 | - | Tor(e): Gonzalez (56.; Eigentor), Basay (81.)                           |   |
| Brasilien | - | Venezuela | 6:0 | - | Tor(e): Careca (10., 17., 80., 86.), Silas (37.) Acosta (39., Eigentor) |   |
| Brasilien | - | Chile     | 2:0 | - | Tor(e): Careca (49.) ²                                                  | - |

² Das Spiel wurde in der 67. Minute beim Stande von 1:0 für Brasilien abgebrochen, nachdem Chile das Feld verlassen hatte. Ein Feuerwerkskörper war auf den chilenischen Torhüter Roberto Rojas geworfen worden und hatte diesen vermeintlich am Kopf getroffen. Anschließend wurde der Torhüter mit Kopfverletzungen vom Platz getragen. Die FIFA fand später heraus, dass Rojas sich die Kopfverletzungen selbst mit einer Rasierklinge zugefügt hatte. Das Spiel wurde mit 2:0 für Brasilien gewertet. Rojas, der chilenische Trainer Orlando Aravena und der chilenische Mannschaftsarzt Daniel Rodriguez wurden lebenslang gesperrt. Chile durfte an der Qualifikation zur WM 1994 nicht teilnehmen.

## Brasilianisches Aufgebot
| Nr.               | Name               | Verein vor WM-Beginn    | Geburtstag | Spiele   | Tore     | Gelbe Karte | Rote Karte |
| Torhüter          | Torhüter           | Torhüter                | Torhüter   | Torhüter | Torhüter | Torhüter    | Torhüter   |
| ----------------- | ------------------ | ----------------------- | ---------- | -------- | -------- | ----------- | ---------- |
| 1                 | Cláudio Taffarel   | SC Internacional        | 08.05.1966 | 4        | 0        | 0           | 0          |
| 12                | Acácio             | CR Vasco da Gama        | 24.01.1959 | 0        | 0        | 0           | 0          |
| 22                | Zé Carlos          | Flamengo Rio de Janeiro | 07.02.1962 | 0        | 0        | 0           | 0          |
| Abwehrspieler     |                    |                         |            |          |          |             |            |
| 2                 | Jorginho           | Bayer 04 Leverkusen     | 17.08.1964 | 4        | 0        | 1           | 0          |
| 3                 | Ricardo Gomes      | Benfica Lissabon        | 13.12.1964 | 4        | 0        | 0           | 1          |
| 6                 | Branco             | FC Porto                | 04.04.1964 | 4        | 0        | 1           | 0          |
| 13                | Carlos Mozer       | Olympique Marseille     | 19.09.1960 | 2        | 0        | 2           | 0          |
| 14                | Aldair             | Benfica Lissabon        | 30.11.1965 | 0        | 0        | 0           | 0          |
| 19                | Ricardo Rocha      | FC São Paulo            | 11.09.1962 | 2        | 0        | 1           | 0          |
| 21                | Mauro Galvão       | Botafogo FR             | 19.12.1961 | 4        | 0        | 1           | 0          |
| Mittelfeldspieler |                    |                         |            |          |          |             |            |
| 4                 | Carlos Dunga       | AC Florenz              | 31.10.1963 | 4        | 0        | 1           | 0          |
| 5                 | Alemão             | SSC Neapel              | 22.11.1961 | 4        | 0        | 0           | 0          |
| 7                 | Bismarck           | CR Vasco da Gama        | 17.09.1969 | 0        | 0        | 0           | 0          |
| 8                 | Valdo              | Benfica Lissabon        | 12.01.1964 | 4        | 0        | 0           | 0          |
| 10                | Paulo Silas        | Sporting Lissabon       | 27.08.1965 | 3        | 0        | 0           | 0          |
| 17                | Renato Gaúcho      | Flamengo Rio de Janeiro | 09.09.1962 | 1        | 0        | 0           | 0          |
| 18                | Mazinho            | CR Vasco da Gama        | 08.04.1966 | 0        | 0        | 0           | 0          |
| Stürmer           |                    |                         |            |          |          |             |            |
| 9                 | Careca             | SSC Neapel              | 05.10.1960 | 4        | 2        | 0           | 0          |
| 11                | Romário            | PSV Eindhoven           | 29.01.1966 | 1        | 0        | 0           | 0          |
| 15                | Müller             | AC Turin                | 31.01.1966 | 4        | 2        | 0           | 0          |
| 16                | Bebeto             | CR Vasco da Gama        | 16.02.1964 | 1        | 0        | 0           | 0          |
| 20                | Tita               | CR Vasco da Gama        | 01.04.1958 | 0        | 0        | 0           | 0          |
| Trainer           |                    |                         |            |          |          |             |            |
|                   | Sebastião Lazaroni |                         | 25.09.1950 |          |          |             |            |

## Spiele der brasilianischen Mannschaft

### Vorrunde
- Brasilien -  Schweden 2:1 (1:0)

Stadion: Stadio delle Alpi (Turin)
Zuschauer: 62.628
Schiedsrichter: Lanese (Italien)
Tore: 1:0 Careca (40.), 2:0 Careca (63.), 2:1 Brolin (79.)
- Brasilien -  Costa Rica 1:0 (0:0)

Stadion: Stadio delle Alpi (Turin)
Zuschauer: 58.007
Schiedsrichter: Jouini (Tunesien)
Tore: 1:0 Müller (33.)
- Brasilien -  Schottland 1:0 (0:0)

Stadion: Stadio delle Alpi (Turin)
Zuschauer: 62.502
Schiedsrichter: Kohl (Österreich)
Tore: 1:0 Müller (82.)
Brasilien hatte sich unter Trainer Lazaroni eine äußerst defensiv angelegte Taktik angewöhnt. Das Resultat in der Gruppe C waren drei knappe Siege des Ex-Weltmeisters, die den Gruppensieg bedeuteten, aber die Zuschauer aufgrund der dürftigen Vorstellungen enttäuscht zurückließen. Sensationell war der Auftritt Costa Ricas, das die Schotten und die Schweden 1:0 und 2:1 ausknockte und hinter sich ließ. Die Schotten konnten wenigstens noch einen 2:1-Erfolg gegen die Skandinavier verbuchen, mussten aber auch die Heimreise antreten.

### Achtelfinale
| 61.381 | Stadio delle Alpi (Turin) | Argentinien | Brasilien | Quiniou (Frankreich) | 1:0 (0:0) | 1:0 Caniggia (80.) |

Ein vorweggenommenes Endspiel sahen viele in der Partie zwischen Brasilien und Argentinien. Die Kicker vom Zuckerhut beherrschten den Rivalen aus Südamerika zwar über weite Strecken der Spielzeit, doch außer einigen Alu-Treffern sprang nichts aus den Angriffsbemühungen heraus. So entschied ein unnachahmliches Solo von Diego Maradona zehn Minuten vor dem Abpfiff die Auseinandersetzung. Seine Vorlage im Anschluss des Slalomlaufes erhielt Caniggia, der sich die Chance zum 1:0-Sieg nicht nehmen ließ.